# Домо (Анкона)
Домо је насеље у Италији у округу Анкона, региону Марке.
Према процени из 2011. у насељу је живело 83 становника. Насеље се налази на надморској висини од 429 м.